# Johannes Steinhardt

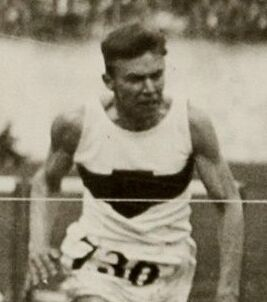
Hans Steinhardt (1928)

Johannes „Hans“ Steinhardt (* 29. Juni 1905 in Oberhausen; † 1. Dezember 1981 in Dresden) war ein deutscher Leichtathlet.
Steinhardt startete in seiner Heimatstadt zunächst für den Turnerbund Oberhausen. Studiumsbedingt zog er nach Karlsruhe und trat fortan für den FC Phönix an. 
Nachdem er bereits als 20-Jähriger bei den Deutschen Meisterschaften 1925 einen dritten Platz über 400 Meter Hürden erreicht hatte, wurde er 1927 und 1928 Deutscher Meister über 110 Meter Hürden. Aufgrund dieser Leistungen nahm er 1928 als erster Karlsruher Leichtathlet an Olympischen Spielen teil. In Amsterdam erreichte er das Halbfinale, wo er mit 15,3 s als Viertplatzierter ausschied.